# Lev Kaliàiev
Lev Kaliàiev   (Sant Petersburg, 16 de maig de 1929 - Sant Petersburg, 19 d'agost de 1983) va ser un atleta rus, especialista en curses de velocitat, que va competir sota bandera soviètica durant les dècades de 1940 i 1950.
El 1952 va prendre part en els Jocs Olímpics de Hèlsinki on, formant equip amb Borís Tokarev, Vladímir Sukharev i Levan Sanadze, guanyà la medalla de plata en els 4x100 metres del programa d'atletisme.
En el seu palmarès també destaca una medalla d'or al Campionat d'Europa d'atletisme de 1950, formant equip amb Vladímir Sukharev, Levan Sanadze i Nikolay Karakulov, així com els campionats nacionals dels 100 metres de 1951 i 1952. Durant la seva carrera va millorar el rècord soviètic dels 4x100 metres en diverses ocasions.

## Millors marques
- 100 metres llisos. 10.5" (1951)
- 200 metres llisos. 21.4" (1953)[5]